# Olivier Boivin
Olivier Boivin (* 6. Juni 1965 in Saint-Brieuc) ist ein ehemaliger französischer Kanute.

## Erfolge
Olivier Boivin nahm bei den Olympischen Spielen 1992 in Barcelona mit Didier Hoyer an zwei Wettbewerben im Zweier-Canadier teil. Auf der 500-Meter-Strecke wurden die beiden zunächst Sechste, ehe ihnen über die 1000-Meter-Distanz der Gewinn der Bronzemedaille gelang. Sie beendeten das Rennen in 3:39,51 Minuten hinter den siegreichen Deutschen Ulrich Papke und Ingo Spelly sowie Christian Frederiksen und Arne Nielsson aus Dänemark.
Im Zweier-Canadier gelang ihm 1989 in Plowdiw mit Didier Hoyer sowohl über 1000 Meter als auch über 10.000 Meter der Gewinn der Silbermedaille. 1991 in Paris sicherten sich Boivin und Hoyer über 500 Meter Bronze und über 1000 Meter Silber. Mit Sylvain Hoyer gewann Boivin 1993 in Kopenhagen erneut Silber im Zweier-Canadier über 1000 Meter. 1994 wurden die beiden in Mexiko-Stadt auf der 200-Meter-Distanz Dritte. Den dritten Platz belegte Boivin darüber hinaus 1995 in Duisburg im Vierer-Canadier über 200 Meter. Bei den Mittelmeerspielen 1991 in Athen und 1993 in Languedoc-Roussillon gewann Boivin im Zweier-Canadier insgesamt drei Goldmedaillen.